# Miner ala-rogenc
El miner ala-rogenc (Geositta rufipennis) és una espècie d'ocell de la família dels furnàrids (Furnariidae).
Viu als vessants rocosos dels Andes, al centre i sud-oest de Bolívia, Argentina i Xile.